# ایتربیم
ایتربیم (Ytterbium) عنصر شیمیایی با نشانهٔ شیمیایی Yb، عدد اتمی ۷۰، جرم اتمی نسبی ۱۷۳/۰۴، چگالی نسبی ۷/۰۱، نقطه ذوب ۸۲۴ درجه سانتیگراد
، نقطهٔ جوش ۱۴۲۷ درجه سانتیگراد، فلزی واسطه از گروه لانتانیدها (زیر گروه ایتریم)، ۷ ایزوتوپ طبیعی دارد. فلزی درخشان نقره ای فام به‌طور کامل چکش خوار، با اسیدهای رقیق و آمونیاک به خوبی، با آب به کندی واکنش می‌دهد. نام آن از شهر ایتریا (Yttria) نام شهر کوچکی در سوئد گرفته شده‌است. به شکل آلفا و بتا وجود دارد، شکل بتای آن در فشار بالاتر از ۱۶۰۰۰ جو، نیم رساناست.

## کاربرد
درپژوهش‌های شیمیایی، لیزر، در دستگاه تولید پرتوهای ایکس و …

## خواص فیزیکی عنصر ایتربیم
- عدد اتمی: ۷۰
- جرم اتمی: ۱۷۳٫۰۴
- نقطه ذوب: C° ۸۱۹
- نقطه جوش: C° ۱۱۹۶
- شعاع اتمی: pm ۱۹۴
- ظرفیت: ۳و۲
- رنگ: سفید نقره ای
- حالت استاندارد: جامد